# Parnes
Parnes – miejscowość i gmina we Francji, w regionie Hauts-de-France, w departamencie Oise.
Według danych na rok 1990 gminę zamieszkiwały 243 osoby, a gęstość zaludnienia wynosiła 20 osób/km² (wśród 2293 gmin Pikardii Parnes plasuje się na 756. miejscu pod względem liczby ludności, natomiast pod względem powierzchni na miejscu 317.).